# Новгородка (Амурская область)
Новгоро́дка — село в Свободненском районе Амурской области, Россия. Административный центр Новгородского сельсовета.

## География
Село Новгородка стоит на протоке Малая Сазанка (правобережная протока реки Зея).
Село Малая Сазанка — спутник села Новгородка, расположено в 4 км ниже по течению.
Дорога к селу Новгородка идёт на восток от трассы Свободный — Благовещенск, расстояние до трассы — около 2 км.
Расстояние до районного центра города Свободный (через пос. Подгорный) — около 10 км.

Памятник участникам ВОВ

## Население
| 2002 | 2010 | 2012 | 2013 | 2014 | 2015 | 2016 |
| ---- | ---- | ---- | ---- | ---- | ---- | ---- |
| 806  | ↘733 | ↘724 | ↗758 | ↗762 | ↘753 | ↘745 |
| 2017 | 2018 |      |      |      |      |      |
| →745 | ↗749 |      |      |      |      |      |